# Óscar Mingueza
Óscar Mingueza García (Santa Perpètua de Mogoda, 13 maggio 1999) è un calciatore spagnolo, difensore del Celta Vigo e della nazionale spagnola.

## Biografia
Óscar Mingueza ha una sorella minore, Ariadna, che è anch'essa una calciatrice.

## Caratteristiche tecniche
Difensore centrale dotato di un buon fisico, abile nell'impostazione del gioco, ha un ottimo senso della posizione, può essere schierato anche come terzino destro.

## Carriera

### Club
Cresciuto nel settore giovanile del Barcellona, in cui è entrato a otto anni, con la formazione Juvenil A ha vinto una Youth League. Il 9 luglio 2018 firma il primo contratto professionistico con il club catalano, di durata triennale. Dopo aver disputato due stagioni con la seconda squadra, ha esordito in prima squadra il 24 novembre 2020, nella partita di Champions League vinta per 0-4 contro la Dinamo Kiev. Il 15 marzo segna il suo primo goal con la maglia del Barça, in occasione del match di Liga contro l'Huesca, partita terminata 4-1 per i blaugrana. 
Il 10 aprile 2021 segna al 60° nel suo primo Clásico, che termina tuttavia 2-1 per il Real Madrid.
Il 2 agosto 2022 viene acquistato dal Celta Vigo cui firma un contratto quadriennale; il Barcellona si riserva un diritto di recompra e il 50% di una futura rivendita.

### Nazionale
L'8 giugno 2021 esordisce in nazionale maggiore nel successo per 4-0 in amichevole contro la Lituania.

## Statistiche

### Presenze e reti nei club
Statistiche aggiornate al 1º marzo 2024.
| Stagione            | Squadra             | Campionato          | Campionato | Campionato | Coppe nazionali | Coppe nazionali | Coppe nazionali | Coppe continentali | Coppe continentali | Coppe continentali | Altre coppe | Altre coppe | Altre coppe | Totale | Totale | Totale |
| Stagione            | Squadra             | Comp                | Pres       | Reti       | Comp            | Pres            | Reti            | Comp               | Pres               | Reti               | Comp        | Pres        | Reti        | Pres   | Reti   |        |
| ------------------- | ------------------- | ------------------- | ---------- | ---------- | --------------- | --------------- | --------------- | ------------------ | ------------------ | ------------------ | ----------- | ----------- | ----------- | ------ | ------ | ------ |
| 2018-2019           | Barcellona B        | SDB                 | 15         | 0          |                 | -               | -               |                    | -                  | -                  |             | -           | -           | 15     | 0      |        |
| 2019-2020           | Barcellona B        | SDB                 | 16+3       | 0          |                 | -               | -               |                    | -                  | -                  |             | -           | -           | 19     | 0      |        |
| ago. 2020           | Barcellona B        | SDB                 | 1          | 0          |                 | -               | -               |                    | -                  | -                  |             | -           | -           | 1      | 0      |        |
| Totale Barcellona B | Totale Barcellona B | Totale Barcellona B | 35         | 0          |                 | -               | -               |                    | -                  | -                  |             | -           | -           | 35     | 0      |        |
| 2020-2021           | Barcellona          | PD                  | 27         | 2          | CR              | 5               | 0               | UCL                | 5                  | 0                  | SS          | 2           | 0           | 39     | 2      |        |
| 2021-2022           | Barcellona          | PD                  | 19         | 0          | CR              | 1               | 0               | UCL + UEL          | 3+2                | 0                  | SS          | 0           | 0           | 25     | 0      |        |
| Totale Barcellona   | Totale Barcellona   | Totale Barcellona   | 46         | 2          |                 | 6               | 0               |                    | 10                 | 0                  |             | 2           | 0           | 64     | 2      |        |
| 2022-2023           | Celta Vigo          | PD                  | 21         | 0          | CR              | 2               | 0               |                    | -                  | -                  |             | -           | -           | 23     | 0      |        |
| 2023-2024           | Celta Vigo          | PD                  | 27         | 2          | CR              | 3               | 0               |                    | -                  | -                  |             | -           | -           | 30     | 2      |        |
| Totale Celta Vigo   | Totale Celta Vigo   | Totale Celta Vigo   | 48         | 2          |                 | 5               | 0               |                    | -                  | -                  |             | -           | -           | 53     | 2      |        |
| Totale carriera     | Totale carriera     | Totale carriera     | 129        | 4          |                 | 11              | 0               |                    | 10                 | 0                  |             | 2           | 0           | 152    | 4      |        |

### Cronologia presenze e reti in nazionale
| Cronologia completa delle presenze e delle reti in nazionale ― Spagna | Cronologia completa delle presenze e delle reti in nazionale ― Spagna | Cronologia completa delle presenze e delle reti in nazionale ― Spagna | Cronologia completa delle presenze e delle reti in nazionale ― Spagna | Cronologia completa delle presenze e delle reti in nazionale ― Spagna | Cronologia completa delle presenze e delle reti in nazionale ― Spagna | Cronologia completa delle presenze e delle reti in nazionale ― Spagna | Cronologia completa delle presenze e delle reti in nazionale ― Spagna |
| Data                                                                  | Città                                                                 | In casa                                                               | Risultato                                                             | Ospiti                                                                | Competizione                                                          | Reti                                                                  | Note                                                                  |
| --------------------------------------------------------------------- | --------------------------------------------------------------------- | --------------------------------------------------------------------- | --------------------------------------------------------------------- | --------------------------------------------------------------------- | --------------------------------------------------------------------- | --------------------------------------------------------------------- | --------------------------------------------------------------------- |
| 8-6-2021                                                              | Leganés                                                               | Spagna                                                                | 4 – 0                                                                 | Lituania                                                              | Amichevole                                                            | -                                                                     |                                                                       |
| 18-11-2024                                                            | Santa Cruz de Tenerife                                                | Spagna                                                                | 3 – 2                                                                 | Svizzera                                                              | UEFA Nations League 2024-2025 - 1º turno                              | -                                                                     |                                                                       |
| 23-3-2025                                                             | Valencia                                                              | Spagna                                                                | 3 – 3 dts (5 – 4 dtr)                                                 | Paesi Bassi                                                           | UEFA Nations League 2024-2025 - Quarti di finale                      | -                                                                     | 94’                                                                   |
| 8-6-2025                                                              | Monaco di Baviera                                                     | Portogallo                                                            | 2 – 2 dts (5 – 3 dtr)                                                 | Spagna                                                                | UEFA Nations League 2024-2025 - Finale                                | -                                                                     | 92’                                                                   |
| Totale                                                                |                                                                       | Presenze                                                              | 4                                                                     |                                                                       | Reti                                                                  | 0                                                                     |                                                                       |

| Cronologia completa delle presenze e delle reti in nazionale ― Spagna under 21 | Cronologia completa delle presenze e delle reti in nazionale ― Spagna under 21 | Cronologia completa delle presenze e delle reti in nazionale ― Spagna under 21 | Cronologia completa delle presenze e delle reti in nazionale ― Spagna under 21 | Cronologia completa delle presenze e delle reti in nazionale ― Spagna under 21 | Cronologia completa delle presenze e delle reti in nazionale ― Spagna under 21 | Cronologia completa delle presenze e delle reti in nazionale ― Spagna under 21 | Cronologia completa delle presenze e delle reti in nazionale ― Spagna under 21 |
| Data                                                                           | Città                                                                          | In casa                                                                        | Risultato                                                                      | Ospiti                                                                         | Competizione                                                                   | Reti                                                                           | Note                                                                           |
| ------------------------------------------------------------------------------ | ------------------------------------------------------------------------------ | ------------------------------------------------------------------------------ | ------------------------------------------------------------------------------ | ------------------------------------------------------------------------------ | ------------------------------------------------------------------------------ | ------------------------------------------------------------------------------ | ------------------------------------------------------------------------------ |
| 27-3-2021                                                                      | Celje                                                                          | Spagna under 21                                                                | 0 – 0                                                                          | Italia under 21                                                                | Europeo Under-21 2021 - 1º turno                                               | -                                                                              | 87’                                                                            |
| 31-5-2021                                                                      | Celje                                                                          | Spagna under 21                                                                | 2 – 1 dts                                                                      | Croazia under 21                                                               | Europeo Under-21 2021 - Quarti di finale                                       | -                                                                              | 88’                                                                            |
| 2-6-2021                                                                       | Celje                                                                          | Spagna under 21                                                                | 0 – 1                                                                          | Portogallo under 21                                                            | Europeo Under-21 2021 - Semifinale                                             | -                                                                              |                                                                                |
| Totale                                                                         |                                                                                | Presenze                                                                       | 3                                                                              |                                                                                | Reti                                                                           | 0                                                                              |                                                                                |

## Palmarès

### Club

#### Competizioni nazionali
- Coppa di Spagna: 1

Barcellona: 2020-2021

#### Competizioni giovanili
- UEFA Youth League: 1

Barcellona: 2017-2018

### Nazionale
- Argento olimpico: 1

Tokyo 2020